# Хусаїна Біжанова
Хусаї́на Біжа́нова (каз. Хұсайын Бижанов) — село у складі Єнбекшиказахського району Алматинської області Казахстану. Адміністративний центр Бартогайського сільського округу.
До 1999 року село називалось Октябрське.
Населення — 2874 особи (2021; 4085 у 2009, 2834 у 1999, 3029 у 1989).